# Bayel
Bayel [bajɛl] est une commune française située dans le département de l'Aube, en région Grand Est.

## Géographie

### Localisation
Bayel avait pour écarts sur un cadastre du XIXe siècle : Beauregard, la Belle-Idée, Borde-de-Ham, les Cent-Arpents, les Charmelles, le Fourneau, Godebert, les Grands-Parts, Gravetin, l'Huilerie, la Maison-Neuve, les Mez, le Moulin-à-Vent, le Pont-Boudelin, Putigny, le Scierie, le Val-l'Hermite, le Vendue, la Verrerie, Vignevaux.

### Hydrographie
La commune est dans la région hydrographique « la Seine de sa source au confluent de l'Oise (exclu) » au sein du bassin Seine-Normandie. Elle est drainée par l'Aube, le Fossé 01 du Val d'Ardenne, le ru du Gravelin, un bras de l'Aube, un bras de l'Aube, un bras de l'Aube, un bras de l'Aube, le Fossé 01 de la Tuilerie, le Fossé 01 du Bois de la Mothe Erart, le Fossé 01 du Bois des Grandes Parts, le Fossé 01 du Vallon Deu Pré des Vaux, le Fossé 02 du Bois de la Côte aux Auges, la Fosse de Six Pieds, le Gravelin et divers autres petits cours d'eau,.
L'Aube, d'une longueur de 249 km, prend sa source dans la commune d'Auberive et se jette  dans la Seine à Marcilly-sur-Seine, après avoir traversé 82 communes.
Le fossé 01 du Val d'Ardenne, d'une longueur de 11 km, prend sa source dans la commune de Colombey les Deux Églises et se jette  dans l'Aube sur la commune, après avoir traversé six communes.

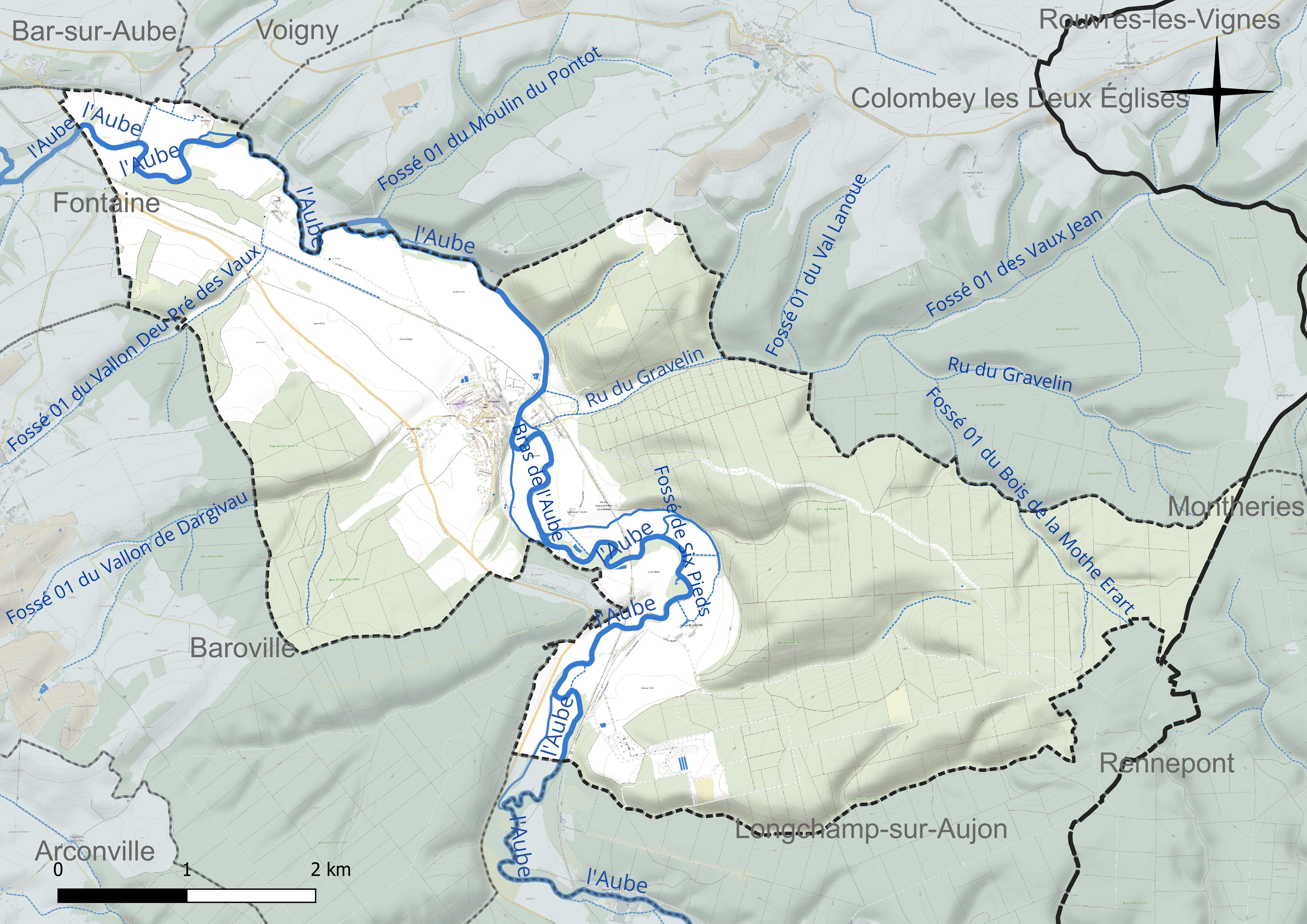
Réseau hydrographique de Bayel.

### Climat
Pour des articles plus généraux, voir Climat du Grand Est et Climat de l'Aube.
En 2010, le climat de la commune est de type climat des marges montargnardes, selon une étude du Centre national de la recherche scientifique s'appuyant sur une série de données couvrant la période 1971-2000. En 2020, Météo-France publie une typologie des climats de la France métropolitaine dans laquelle la commune est exposée à un climat océanique altéré et est dans la région climatique Lorraine, plateau de Langres, Morvan, caractérisée par un hiver rude (1,5 °C), des vents modérés et des brouillards fréquents en automne et hiver.
Pour la période 1971-2000, la température annuelle moyenne est de 10,4 °C, avec une amplitude thermique annuelle de 16,1 °C. Le cumul annuel moyen de précipitations est de 870 mm, avec 12,5 jours de précipitations en janvier et 8,9 jours en juillet. Pour la période 1991-2020, la température moyenne annuelle observée sur la station météorologique de Météo-France la plus proche, « Ailleville_sapc », sur la commune d'Ailleville à 9 km à vol d'oiseau, est de 11,4 °C et le cumul annuel moyen de précipitations est de 833,5 mm. 
La température maximale relevée sur cette station est de 41,3 °C, atteinte le 25 juillet 2019 ; la température minimale est de −19,7 °C, atteinte le 20 décembre 2009,,.
Les paramètres climatiques de la commune ont été estimés pour le milieu du siècle (2041-2070) selon différents scénarios d'émission de gaz à effet de serre à partir des nouvelles projections climatiques de référence DRIAS-2020. Ils sont consultables sur un site dédié publié par Météo-France en novembre 2022.

## Urbanisme

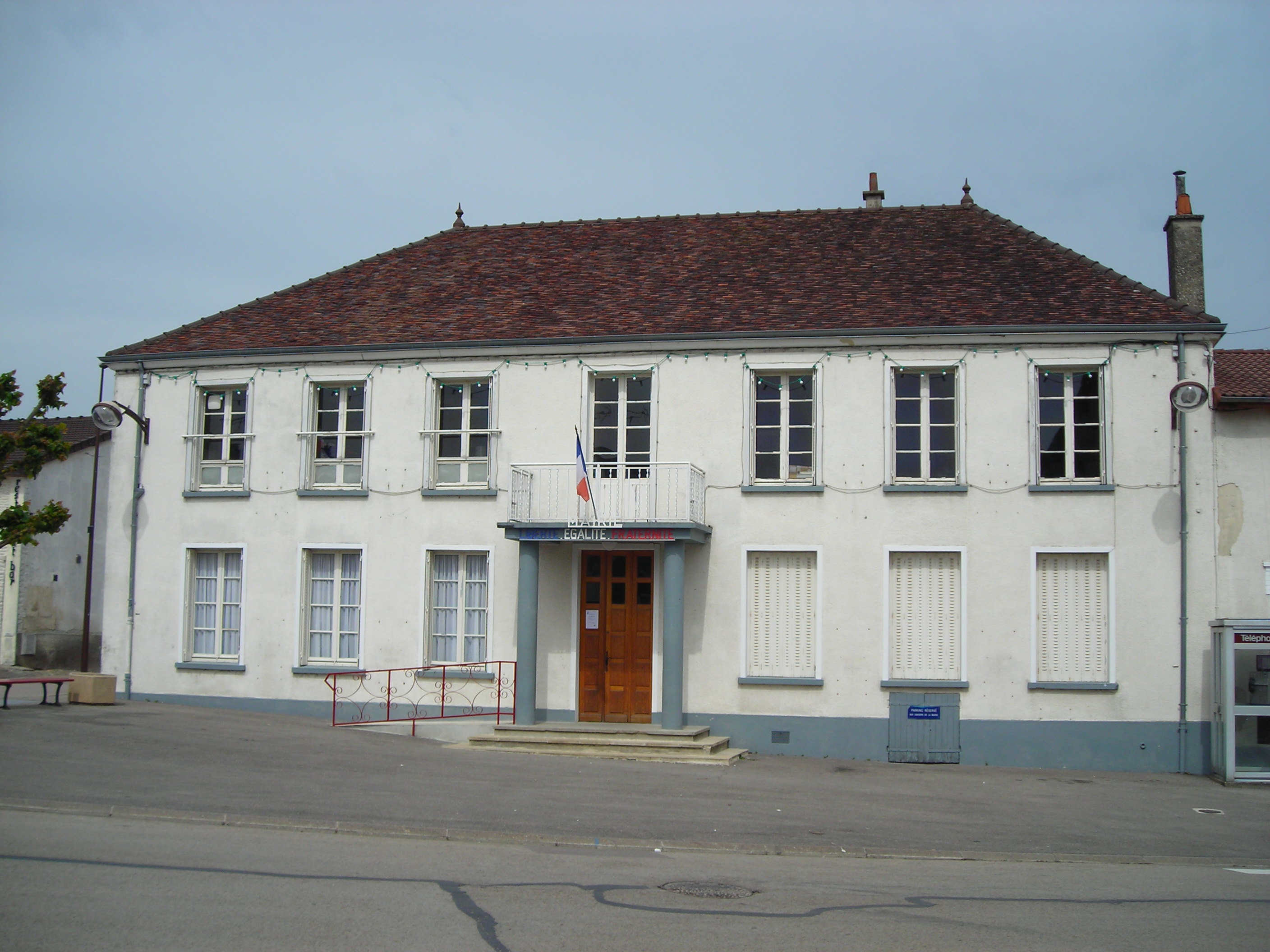
La mairie de Bayel.

### Typologie
Au 1er janvier 2024, Bayel est catégorisée commune rurale à habitat dispersé, selon la nouvelle grille communale de densité à 7 niveaux définie par l'Insee en 2022.
Elle est située hors unité urbaine. Par ailleurs la commune fait partie de l'aire d'attraction de Bar-sur-Aube, dont elle est une commune de la couronne,. Cette aire, qui regroupe 43 communes, est catégorisée dans les aires de moins de 50 000 habitants,.

### Occupation des sols
L'occupation des sols de la commune, telle qu'elle ressort de la base de données européenne d’occupation biophysique des sols Corine Land Cover (CLC), est marquée par l'importance des forêts et milieux semi-naturels (64,4 % en 2018), en diminution par rapport à 1990 (65,6 %). La répartition détaillée en 2018 est la suivante : 
forêts (64,4 %), terres arables (31,6 %), zones urbanisées (2 %), mines, décharges et chantiers (2 %). L'évolution de l’occupation des sols de la commune et de ses infrastructures peut être observée sur les différentes représentations cartographiques du territoire : la carte de Cassini (XVIIIe siècle), la carte d'état-major (1820-1866) et les cartes ou photos aériennes de l'IGN pour la période actuelle (1950 à aujourd'hui).

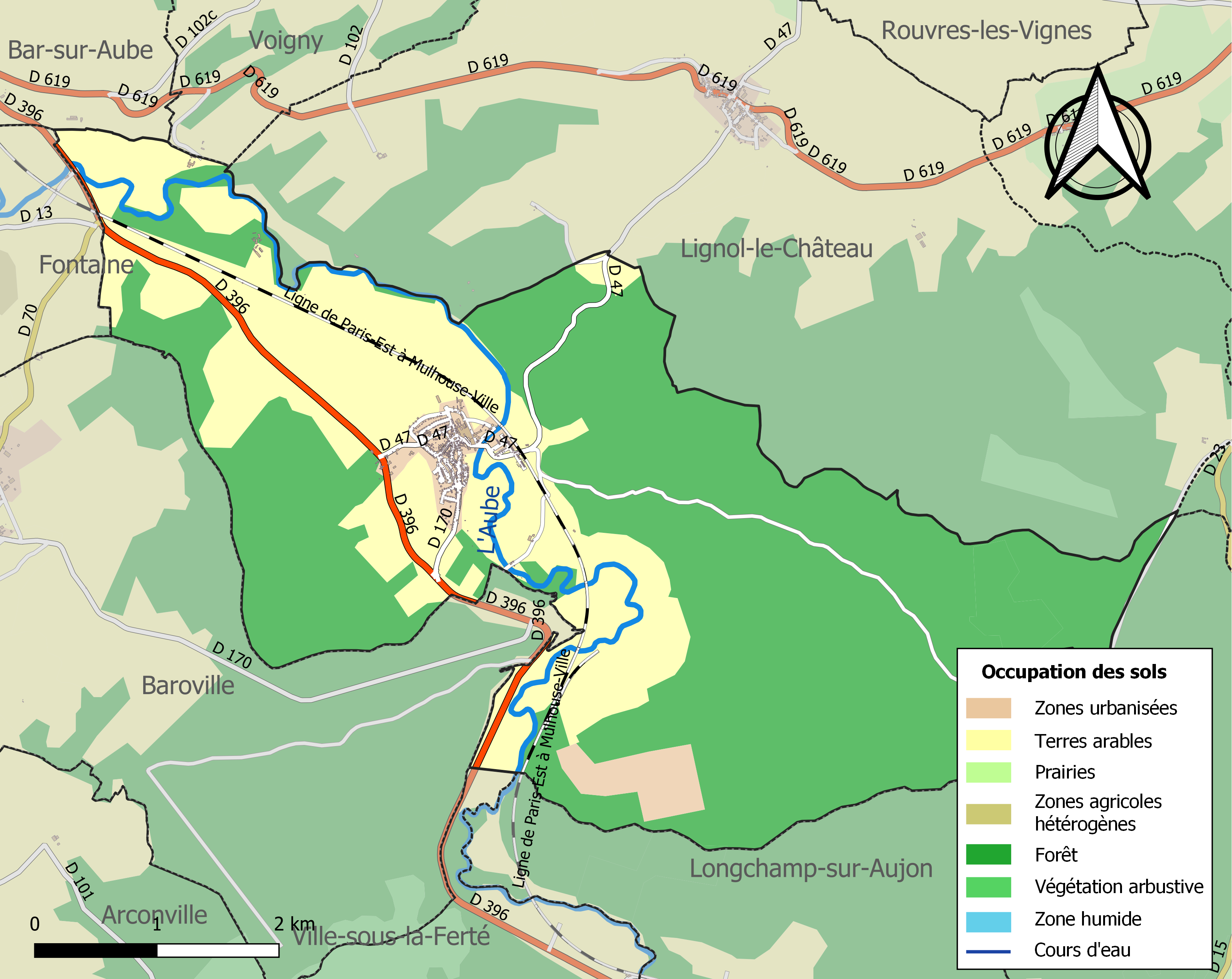
Carte des infrastructures et de l'occupation des sols de la commune en 2018 (CLC).

## Histoire
Le village se situe au sud-est de la voie romaine de Langres à Châlons.
En 1789, Bayel relevait de l'intendance et de la généralité de Châlons, de l'élection de Bar-sur-Aube et du bailliage de Chaumont.
Bayel, village champenois situé dans l'est de l'Aube, au carrefour de la Lorraine et de la Bourgogne, connaît le travail du verre depuis l'an 1300. Les moines de Clairvaux avaient une grange au lieu-dit la Borde et installèrent un moulin sur l'Aube entre cette grange et le village. Ledit moulin faisait aussi office de foulon.
En 1678, Jean-Baptiste Mazzolay, maître-verrier vénitien de Murano, crée les Cristalleries à Bayel, sous l'égide des religieux de Clairvaux, alors propriétaires des lieux. Le roi Louis XIV donna à la « Manufacture Royale en Cristaux de Bayel » ses lettres de noblesse en lui conférant l'exclusivité de la production et de la vente entre Chaumont et Paris.
La famille Marquot en devient propriétaire en 1853 et lui donne un développement considérable pendant deux décennies au point que le site actuel a conservé la physionomie de celui du Second Empire, à l'exception de quelques reconstructions. 
La manufacture disposait de fours chauffés à la houille et au gaz par adoption du système Meillotte en 1868, puis vint la mise en place de fours Boëtius à 12 creusets en 1902-1903. La manufacture comptait 8 ouvriers en 1732, une vingtaine en 1853, 605 en 1949, 510 en 1956 (l'entreprise possède environ 300 logements vers 1955).
Dirigée, après la Seconde Guerre mondiale, par la veuve Gustave Marquot et ses fils, la cristallerie produit, vers 1955, 30 000 pièces par jour, soit 100 tonnes de verre marchand par mois. L'entreprise quitte la famille Marquot en 1970 pour intégrer un groupe international et prend alors la raison sociale « Cristallerie royale de Champagne ».
La Cristallerie Royale de Champagne fit partie en 2015 du groupe Daum-Haviland, puis fut fermée en 2016. Elle accueillait chaque année des milliers de visiteurs voulant découvrir l'art des maîtres verriers de Bayel. La cristallerie comptait environ 600 employés au début des années 1970. Sorti de terre aux abords de la RN19 entre 1970 et 1980, l'atelier Aube Cristal a tenté une relève, puis laissé la place à une entreprise de matériel de manutention.
Un musée présente aujourd'hui les collections de la cristallerie royale.

### Prieuré de Belroy

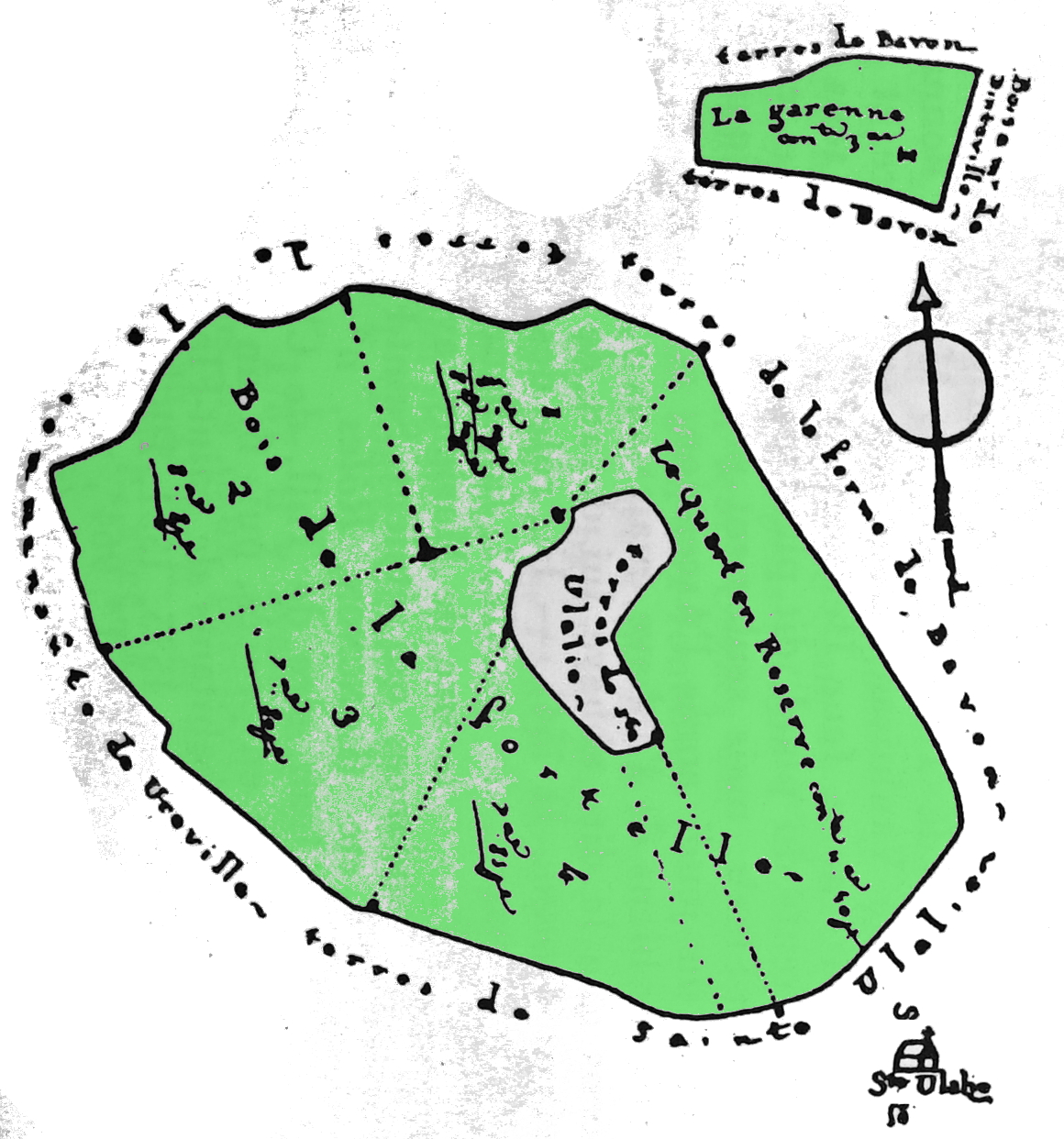
Terres et prieuré de Sainte Eulalie, Archives départementales de l'Aube.

Fondé par l'Abbaye du Val-des-Écoliers en 1217 au lieudit Puroy de la commune de Bligny sur une donation de Paul de Puroy, le prieuré était nommé aussi Put Roy et comprit jusqu'à sept moines, les fratres de Purreroi. Dix années plus tard, il était transféré à Bayel sur appel de Lambert Bouchu, chambrier du comte de Champagne et avec l'autorisation de Érard II de Chacenay. Le prieuré comptait trois religieux en 1541, sept en 1603 ; il fut sous le régime de la commende à partir du concordat de François Ier et était encore conventuel en 1714.
En 1739, les bâtiments menaçant ruines, l'évêque de Langres autorisa le démantèlement de l'église priorale. Les restes du prieuré furent saisis comme bien national et vendus pour 52 000 Livres au citoyen Jacob, de Montloisir, le 8 avril 1791.
Outre la statue aujourd'hui en l'église paroissiale, il demeure du prieuré un cellier du XIIIe, une pièce voûtée en berceau et une piscine (à poissons) ainsi que quelques baies-fenêtres dans diverses habitations.

## Politique et administration
| Période                                  | Période      | Identité               | Étiquette | Qualité  |
| ---------------------------------------- | ------------ | ---------------------- | --------- | -------- |
|                                          |              | Mauricette Haaff       |           |          |
| mars 2001                                | mars 2008    | Jacky Varennes         |           |          |
| mars 2001                                | juillet 2011 | Jacky Varennes         |           |          |
| 2011 ?                                   | mai 2020     | Serge Roussel          | DVD       | Retraité |
| mai 2020                                 | En cours     | Laurence Caillet-Meyer |           |          |
| Les données manquantes sont à compléter. |              |                        |           |          |

## Démographie
L'évolution du nombre d'habitants est connue à travers les recensements de la population effectués dans la commune depuis 1793. Pour les communes de moins de 10 000 habitants, une enquête de recensement portant sur toute la population est réalisée tous les cinq ans, les populations de référence des années intermédiaires étant quant à elles estimées par interpolation ou extrapolation. Pour la commune, le premier recensement exhaustif entrant dans le cadre du nouveau dispositif a été réalisé en 2008.

En 2022, la commune comptait 741 habitants, en évolution de −3,14 % par rapport à 2016 (Aube : +0,7 %, France hors Mayotte : +2,11 %).
| 1793 | 1800 | 1806 | 1821 | 1831 | 1836 | 1841 | 1846 | 1851 |
| ---- | ---- | ---- | ---- | ---- | ---- | ---- | ---- | ---- |
| 375  | 475  | 565  | 556  | 619  | 694  | 712  | 707  | 670  |

| 1856 | 1861 | 1866 | 1872 | 1876  | 1881 | 1886  | 1891  | 1896  |
| ---- | ---- | ---- | ---- | ----- | ---- | ----- | ----- | ----- |
| 811  | 860  | 888  | 967  | 1 007 | 995  | 1 033 | 1 063 | 1 133 |

| 1901  | 1906  | 1911  | 1921  | 1926  | 1931  | 1936  | 1946  | 1954  |
| ----- | ----- | ----- | ----- | ----- | ----- | ----- | ----- | ----- |
| 1 272 | 1 454 | 1 517 | 1 263 | 1 405 | 1 432 | 1 456 | 1 319 | 1 440 |

| 1962  | 1968  | 1975  | 1982  | 1990 | 1999 | 2006 | 2008 | 2013 |
| ----- | ----- | ----- | ----- | ---- | ---- | ---- | ---- | ---- |
| 1 392 | 1 353 | 1 282 | 1 111 | 960  | 860  | 860  | 860  | 793  |

| 2018 | 2022 | - | - | - | - | - | - | - |
| ---- | ---- | - | - | - | - | - | - | - |
| 751  | 741  | - | - | - | - | - | - | - |

## Lieux et monuments
- L'église Saint-Martin sise à Bayel.
- L'ancien prieuré de Belroy.
- Chapelle de la grange de la Borde de Bayel.

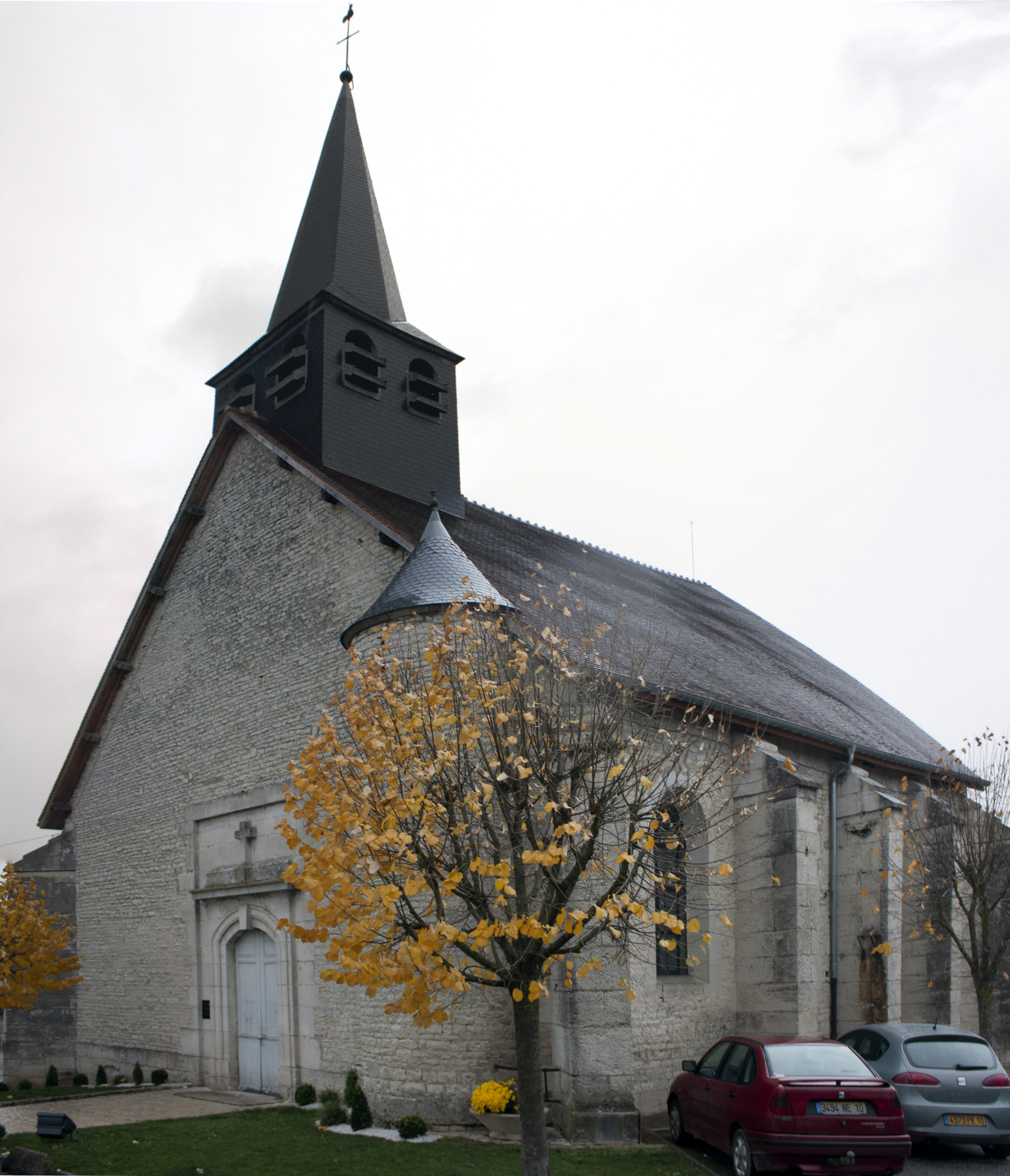
Église Saint-Martin SO.
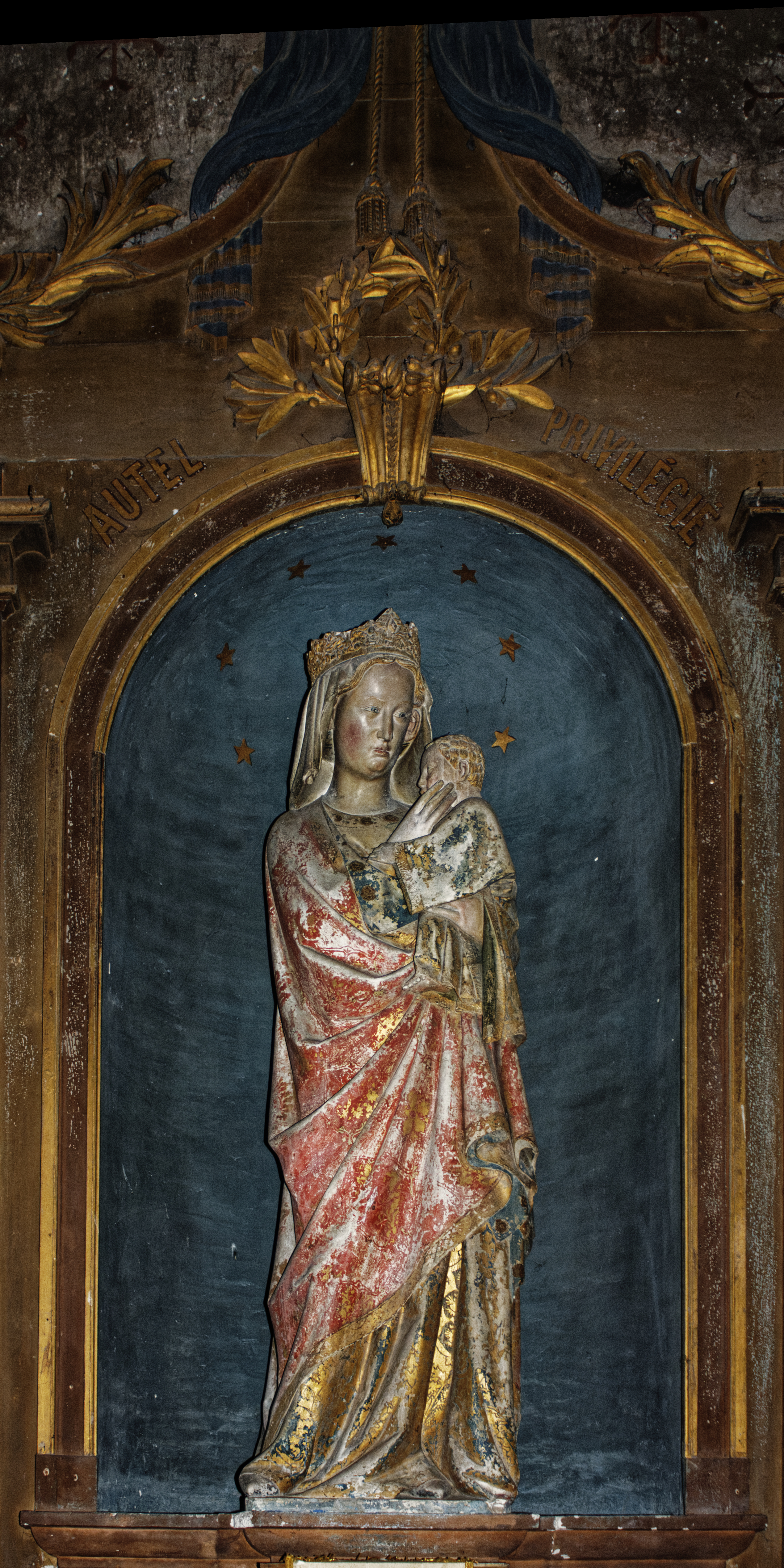
Notre-Dame de Belroy.
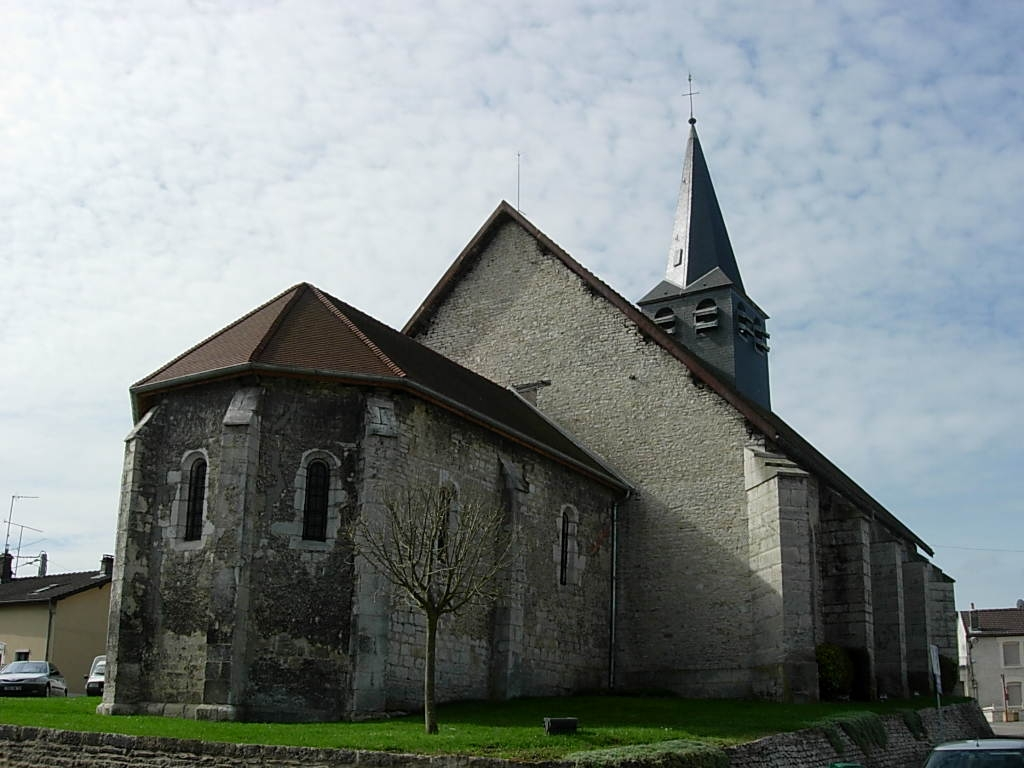
Chevet de l'église.

## Personnalités liées à la commune
- Du XIIe au XVe siècle, des seigneurs du fief portaient le nom de Bayel.
- Parmi les autres seigneurs, il est à nommer les Mailly, Étienne et sa fille Jeanne en 1482, les Verpillières aux XIIIe et XVe siècles.

## Héraldique
| Armes de Bayel | Les armes de Bayel se blasonnent ainsi : De sable à la crosse d'or, à la bande échiquetées d'argent et de gueules de deux tires brochant sur la crosse, accompagnée de deux fleurs de lys aussi d'or, une en chef et une en pointe, à l'écusson cousu d'azur à la coupe de verrerie d'argent brochant en abîme sur le tout. |